# Alejandro Nieva
Alejandro Mario Nieva (San Salvador de Jujuy, Argentina, 5 de abril de 1958) es un abogado y político argentino, miembro de la Unión Cívica Radical en Provincia de  Jujuy. Diputado Provincial en la Provincia de Jujuy y Diputado Nacional por la Provincia de Jujuy. Desde 2009 se desempeña como Auditor General de la  Auditoría General de la Nación, siendo reelegido por el Senado de la Nación en 2017 para ocupar el cargo ocho años más hasta 2025.

## Carrera política

### Cargos políticos desempeñados
- Fue Secretario del bloque de Diputados Provinciales de la Unión Cívica Radical en la provincia de Jujuy, entre los años 1983 y 1985. Fue diputado Provincial y presidió el bloque de diputados de la Unión Cívica Radical entre los años 1987 a 1993, Secretario del Comité Nacional de la Juventud Radical y Secretario del Comité Nacional de la UCR.
- En 1985 fue elegido Presidente del Comité Provincia de la Juventud Radical de Jujuy.
- Fue reelecto en 1989 como diputado Provincial y presidió el bloque de diputados de la Unión Cívica Radical entre los años 1987 a 1993. En el mismo período, fue Secretario del Comité Nacional de la Juventud Radical y Secretario del Comité Nacional de la UCR.
- Entre los años 1988 y 1992 presidió el Comité de la Provincia de la Unión Cívica Radical.
- Fue elegido por primera vez como diputado Nacional por la Provincia de Jujuy, en el año 1993, siendo reelecto por tres periodos consecutivos en el año 1997, 2001 y 2005.[1]

Integró las siguientes comisiones como miembro de la Cámara de Diputados de la Nación:
- Vocal de la Comisión de Asuntos Constitucionales, Vocal de la Comisión de Relaciones Exteriores y Culto,
- Vocal de la Comisión de la Legislación del Trabajo,
- Vocal de la Comisión Parlamentario Conjunta Argentino-Chilena Ley 23.172,
- Vicepresidente de la Mixta Revisora de Cuentas entre los años 2008 a 2009.

#### Convencional Constituyente de Jujuy 2023
En las elecciones provinciales de Jujuy de 2023 fue electo convencional Constituyente para la nueva Constitución de la provincia, asumió el 22 de mayo.

## Su tarea como Auditor General de la Nación

### Auditoría de Corte en Jujuy
Como Auditor General de la Nación, Alejandro Nieva promovió la realización de una auditoría a pedido del gobernador Gerardo Morales en diciembre de 2015.

## Vida personal
Es hijo de Nélida Martínez y de Próspero Nieva, Diputado Nacional por la Provincia de Jujuy entre los años 1983 a 1987 por la Unión Cívica Radical y actual coordinador de asesores del gabinete provincial de Jujuy. Alejandro Nieva está casado con Sara Alejandra Jorge y es padre de tres hijos. Se recibió de Bachiller en el Colegio Nacional Nº 1 Teodoro Sánchez de Bustamante Provincia de Jujuy. 